# VI. Gergely pápa
VI. Gergely  (Róma, ? – Köln, 1047 novembere) volt a történelem során a 149. pápa. Trónra lépésének évtizedében szinte az egyetlen olyan egyházfő volt, aki alkalmas, és megbecsült feje lett volna az egyháznak. Azonban Gergely szerencsétlenségére, pontifikátusa inkább függött a római és császári politikától, mint saját érdemeitől.

## Élete
Valószínűleg Rómában látta meg a napvilágot, eredetileg Johannes Gratianus néven. A tusculumi hercegi család közeli rokona volt. A papi hivatást választva igen hamar nagy tiszteletre tett szert kiváló tudása és becsületessége miatt. Így amikor keresztgyermekét, IX. Benedeket választották meg Szent Péter követőjének, a római Szent János-templom archipresbitere lett. Az örök városban maradt akkor is, amikor a Crescenti család ádáz harcban elűzte Benedeket trónjáról 1044-ben, és III. Szilvesztert ültette a szent trónra. De III. Henrik, német-római király támogatásával pár hónap múlva ismét Benedek foglalhatta el a pápai trónt.
De az ifjú és kicsapongó Benedek kevéssel ezután, hosszas győzködésre úgy döntött, hogy lemond hivataláról, mivel meg akar nősülni. Így hivatalát keresztapjának adta át, a korabeli pletykák szerint 650 kg arany fejében. Az idős és bölcs Johannest 1045. május 1-jén iktatták be hivatalosan a pápai méltóságba. Ekkor vette fel a Gergely nevet. Az egyház berkein belül nagy tisztelet övezte, ezért hatalmát senki sem kérdőjelezte meg, de a világi politikában a Crescentiek nem látták szívesen. III. Szilvesztert akarták visszaültetni a trónra, és Gergely pontifikátusát valóságos pokollá változtatták. Üres kincstára és különösebb családi vagyon nélkül elveszettnek tűnt kordában tartani az örök várost. Ugyan gyóntatója, Hildebrand (a későbbi VII. Gergely pápa) segítségével sikerült egyszer-egyszer megnyugtatni a tömeget, de végleges rendet nem tudott fenntartani. Benedek segítségét is kérte, aki egy időben szinte helyette kormányzott. Végül Gergely belátta, hogy elkerülhetetlen Fekete Henrik király (később német-római császár) segítségét kérni. Erre a hírre még többen ellene szegültek.
1046 őszén Henrik átkelt az Alpokon, és Sutriban zsinatot hívott össze, amelyen jelen volt az elmúlt két év mindhárom egyházfője. Henrik nagy tisztelettel fogadta Gergelyt, a hivatalban lévő szentatyát, és megígérte neki, hogy rendezi a Laterán bajos ügyeit. Az uralkodó meghallgatta követeit és a három magas rangú klerikust, és végül döntött. Szilveszter uralmát kezdettől fogva trónbitorlásnak minősítette, és megfosztotta minden egyházi rangjától valamint egy kolostorba száműzte élete hátralevő részére. Benedeket sem fogadta el törvényes egyházfőnek, hiszen Gergely előtt önként lemondott trónjáról.
Gergelyt pedig szimóniával vádolták meg, amelyet a becsületes egyházfő be is vallott. Ezért a király úgy döntött, hogy december 20-án mindhármójuk uralmának végeszakad, és egy új egyházfő foglalhatja el Szent Péter trónját. Henrik Sutriból Németországba, valószínűleg Kölnbe vitette Gergelyt és kancellárját is. Az idős pápa itt lelte halálát 1047 végén.

## Művei
- Documenta Catholica Omnia (latin nyelven). (Hozzáférés: 2011. december 6.)

| Előző pápa: IX. Benedek | Római pápa 1045-1046 | Következő pápa: II. Kelemen |

## Fordítás
- Ez a szócikk részben vagy egészben  a   Pope Gregory VI című angol Wikipédia-szócikk fordításán alapul.  Az eredeti cikk szerkesztőit annak laptörténete sorolja fel. Ez a jelzés csupán a megfogalmazás eredetét és a szerzői jogokat jelzi, nem szolgál a cikkben szereplő információk forrásmegjelöléseként.